# Diskografie Imagine Dragons
Toto je seznam kompletní diskografie americké indie rockové skupiny Imagine Dragons.

## Alba

### Studiová alba
| Název           | Detaily o albu                                                                              | Umístění v hitparádách | Umístění v hitparádách | Umístění v hitparádách | Umístění v hitparádách | Umístění v hitparádách | Umístění v hitparádách | Umístění v hitparádách | Umístění v hitparádách | Umístění v hitparádách | Umístění v hitparádách | Ocenění |
| Název           | Detaily o albu                                                                              | USA                    | USA Alt.               | USA Rock               | AUT                    | CAN                    | GER                    | NOR                    | SWE                    | SWI                    | UK                     | Ocenění |
| --------------- | ------------------------------------------------------------------------------------------- | ---------------------- | ---------------------- | ---------------------- | ---------------------- | ---------------------- | ---------------------- | ---------------------- | ---------------------- | ---------------------- | ---------------------- | --- |
| Night Visions   | - Vydáno: 4. září 2012 (USA) - Vydavatelství: Interscope - Formáty: CD, LP, ke stažení      | 2                      | 1                      | 1                      | 8                      | 4                      | 6                      | 3                      | 43                     | 21                     | 2                      | - RIAA: 2 x platinové - ARIA: platinové - BPI: platinové - BVMI: platinové - IFPI Švédsko: platinové - MC: platinové - RMNZ: platinové - SNEP: platinové |
| Smoke + Mirrors | - Vydáno: 17. února 2015 (USA) - Vydavatelství: Interscope - Formáty: CD, DL, LP            | 1                      | 1                      | 4                      | 1                      | 9                      | 3                      | 6                      | 4                      | 3                      | 1                      | - RIAA: zlaté - BPI: zlaté |
| Evolve          | - Vydáno: 23. června 2017 - Vydavatelství: Interscope - Formáty: CD, DL, LP                 | 2                      | 1                      | 4                      | 1                      | 3                      | 3                      | 3                      | 3                      | 1                      | 3                      | - RIAA: platinové - BPI: zlaté - BVMI: zlaté - RMNZ: 2x platinové - SNEP: platinové                                                                      |
| Origins         | - Vydání: 9. listopadu 2018 - Vydavatelství: Interscope, Kidinakorner - Formáty: CD, DL, LP | 2                      | 1                      | 4                      | 1                      | 5                      | 6                      | 11                     | 3                      | 2                      | 9                      | – |

### Koncertní alba
| Název                                                   | Detaily o albu                                                                 | Nejvyšší umístění | Nejvyšší umístění |
| Název                                                   | Detaily o albu                                                                 | BEL (FL)          | BEL (WA)          |
| ------------------------------------------------------- | ------------------------------------------------------------------------------ | ----------------- | ----------------- |
| Live at Independent Records                             | - Vydáno: 20. dubna 2013 - Vydavatelství: Interscope - Formáty: CD             | —                 | —                 |
| Imagine Dragons Live: London Sessions                   | - Vydáno: 6. července 2013 (UK) - Vydavatel: Interscope - Formát: streaming    | —                 | —                 |
| Night Visions Live                                      | - Vydáno: 25. února 2014 (CAN) - Vydavatel: Interscope - Formáty: CD+DVD-V, DL | 159               | 110               |
| Smoke + Mirrors Live                                    | - Vydáno: 3. června 2015 - Vydavatel: Interscope - Formáty: CD+DVD-V           | —                 | —                 |
| "—" značí, že album v místě nevyšlo nebo se neumístilo. |                                                                                |                   |                   |

### Extended play
| Název             | Detaily o EP                                                                                   | Umístění v hitparádách | Umístění v hitparádách | Umístění v hitparádách | Umístění v hitparádách | Umístění v hitparádách |
| Název             | Detaily o EP                                                                                   | US                     | US Alt.                | US Rock                | IRL                    | SWE                    |
| ----------------- | ---------------------------------------------------------------------------------------------- | ---------------------- | ---------------------- | ---------------------- | ---------------------- | ---------------------- |
| Imagine Dragons   | - Vydáno: 1. září 2009 (USA) - Vydavatelství: skupina vydala sama - Formáty: CD, ke stažení    | —                      | —                      | —                      | —                      | —                      |
| Hell and Silence  | - Vydáno: 1. června 2010 (USA) - Vydavatelství: skupina vydala sama - Formáty: CD, ke stažení  | —                      | —                      | —                      | —                      | —                      |
| It's Time         | - Vydáno: 12. března 2011 (USA) - Vydavatelství: skupina vydala sama - Formáty: CD, ke stažení | —                      | —                      | —                      | —                      | —                      |
| Continued Silence | - Vydáno: 14. února 2012 (USA) - Vydavatelství: Interscope - Formáty: CD, ke stažení           | 40                     | 8                      | 11                     | 86                     | 20                     |
| Hear Me           | - Vydáno: 25. listopadu 2012 (USA) - Vydavatelství: Interscope - Formáty: CD, ke stažení       | —                      | —                      | —                      | —                      | —                      |
| The Archive       | - Vydáno: 12. února 2013 (USA) - Vydavatelství: Interscope - Formáty: ke stažení               | 134                    | 24                     | 35                     | —                      | —                      |
| iTunes Session    | - Vydáno: 28. května 2013 (USA) - Vydavatelství: Interscope - Formáty: ke stažení              | 56                     | 13                     | 17                     | —                      | —                      |
| Shots             | - Vydáno: 4. května 2015 - Vydavatelství: Interscope - Formáty: ke stažení                     | —                      | —                      | —                      | —                      | —                      |

## Singly
| Název                                                                                   | Rok  | Umístění v hitparádách | Umístění v hitparádách | Umístění v hitparádách | Umístění v hitparádách | Umístění v hitparádách | Umístění v hitparádách | Umístění v hitparádách | Umístění v hitparádách | Umístění v hitparádách | Umístění v hitparádách | Ocenění | Album                                      |
| Název                                                                                   | Rok  | US                     | US Rock                | AUS                    | CAN                    | FRA                    | GER                    | IRL                    | NZ                     | SWI                    | UK                     | Ocenění | Album                                      |
| --------------------------------------------------------------------------------------- | ---- | ---------------------- | ---------------------- | ---------------------- | ---------------------- | ---------------------- | ---------------------- | ---------------------- | ---------------------- | ---------------------- | ---------------------- | --- | ------------------------------------------ |
| „It's Time“                                                                             | 2012 | 15                     | 3                      | 27                     | 30                     | 101                    | 20                     | 9                      | 37                     | 38                     | 23                     | - RIAA: Platinový - ARIA: 2x Platinový - BPI: Stříbrný - IFPI SWI: Zlatý - MC: 2× Platinový                                                 | Night Visions                              |
| „Radioactive“                                                                           | 2012 | 3                      | 1                      | 6                      | 10                     | 28                     | 4                      | 16                     | 4                      | 5                      | 12                     | - RIAA: Diamantový - ARIA: 5× Platinový - BPI: 2x Platinový - BVMI: Platinový - IFPI SWI: Platinový - MC: 7× Platinový - RMNZ: 3× Platinový | Night Visions                              |
| „Hear Me“                                                                               | 2012 | —                      | —                      | —                      | —                      | —                      | —                      | —                      | —                      | —                      | 37                     | | Night Visions                              |
| „Demons“                                                                                | 2013 | 6                      | 2                      | 11                     | 4                      | 15                     | 15                     | 11                     | 12                     | 8                      | 13                     | - RIAA: 5× Platinový - ARIA: 3× Platinový - BPI: Platinový - IFPI SWI: Zlatý - MC: 5× Platinový - RMNZ: Platinový                           | Night Visions                              |
| „On Top of the World“                                                                   | 2013 | 79                     | 10                     | 10                     | 43                     | 35                     | 13                     | 24                     | 10                     | 14                     | 34                     | - RIAA: 2× Platinový - ARIA: 3× Platinový - BPI: Zlatý - IFPI SWI: Zlatý - MC: Platinový - RMNZ: Platinový                                  | Night Visions                              |
| „Monster“                                                                               | 2013 | 78                     | 13                     | —                      | 41                     | —                      | —                      | —                      | —                      | —                      | —                      | | Infinity Blade III                         |
| „Battle Cry“                                                                            | 2014 | —                      | 24                     | 44                     | —                      | 150                    | —                      | —                      | —                      | —                      | 111                    | | Transformers: Zánik                        |
| „Warriors“                                                                              | 2014 | —                      | 10                     | —                      | 60                     | 48                     | 58                     | 80                     | —                      | —                      | 54                     | | The Divergent Series: Insurgent soundtrack |
| „I Bet My Life“                                                                         | 2014 | 28                     | 3                      | 36                     | 15                     | 42                     | 65                     | 40                     | 28                     | 71                     | 27                     | - RIAA: Platinový - MC: Platinový | Smoke + Mirrors                            |
| „Gold“                                                                                  | 2014 | —                      | 12                     | —                      | —                      | —                      | —                      | —                      | —                      | —                      | —                      | | Smoke + Mirrors                            |
| „Shots“                                                                                 | 2015 | 75                     | 7                      | 66                     | 72                     | 170                    | 60                     | —                      | —                      | —                      | 91                     | | Smoke + Mirrors                            |
| „Roots“                                                                                 | 2015 | 77                     | 5                      | —                      | —                      | —                      | —                      | —                      | —                      | —                      | 172                    | | Singly bez alb                             |
| „I Was Me“                                                                              | 2015 | —                      | 17                     | —                      | —                      | 82                     | —                      | —                      | —                      | —                      | —                      | | Singly bez alb                             |
| „Sucker for Pain“ (ft. Lil Wayne, Wiz Khalifa, Ty Dolla $ign, Logic a X Ambassadors)    | 2016 | 15                     | 3                      | 7                      | 19                     | 18                     | 8                      | 20                     | 5                      | 16                     | 11                     | - RIAA: 2× Platinový - ARIA: Platinový - BPI: Stříbrný - BVMI: Zlatý - IFPI SWI: Zlatý - RMNZ: Zlatý - SNEP: Platinový                      | Sebevražedný oddíl                         |
| „Levitate“                                                                              | 2016 | —                      | 19                     | —                      | —                      | —                      | —                      | —                      | —                      | —                      | —                      | | Pasažéři                                   |
| „Believer“                                                                              | 2017 | 6                      | 1                      | 33                     | 7                      | 7                      | 23                     | 33                     | 21                     | 6                      | 42                     | - ARIA: Platinový - BPI: Stříbrný - BVMI: Zlatý - MC: 3× Platinový - RMNZ: Platinový - SNEP: Zlatý                                          | Evolve                                     |
| „Thunder“                                                                               | 2017 | 54                     | 2                      | 2                      | 33                     | 71                     | 2                      | 19                     | 3                      | 3                      | 20                     | - ARIA: Platinový - RMNZ: Zlatý | Evolve                                     |
| „Whatever It Takes“                                                                     | 2017 | 12                     | 1                      | 34                     | 26                     | 13                     | 7                      | 86                     | —                      | 6                      | 93                     | - ARIA: Platinový - BVMI: Zlatý - MC: 2× Platinový - SNEP: Platinový                                                                        | Evolve                                     |
| „Next to Me“                                                                            | 2018 | —                      | 7                      | 96                     | 68                     | 19                     | —                      | —                      | —                      | 51                     | 98                     | | Evolve                                     |
| „Born to Be Yours“ (ft. Kygo)                                                           | 2018 | 74                     | —                      | 18                     | 31                     | 14                     | 22                     | 20                     | 22                     | 5                      | 54                     | - ARIA: Platinový - MC: Platinový - RMNZ: Zlatý                                                                                             | Origins                                    |
| „Natural“                                                                               | 2018 | 13                     | 1                      | 28                     | 12                     | 55                     | 16                     | 35                     | 37                     | 3                      | 49                     | - MC: Zlatý | Origins                                    |
| „Zero“                                                                                  | 2018 | —                      | 10                     | —                      | —                      | —                      | —                      | —                      | —                      | 76                     | —                      | | Origins                                    |
| "—" značí, že se nahrávka neumístila v hitparádách nebo v tomto území ani nebyla vydána |      |                        |                        |                        |                        |                        |                        |                        |                        |                        |                        | |                                            |

### Promo singly
| „Amsterdam“                                                                             | 2012 | —  | 48 | —  | 45 | —  | —  | Night Visions     |
| „Round and Round“                                                                       | 2012 | —  | 41 | —  | —  | —  | —  | Continued Silence |
| „Smoke + Mirrors“                                                                       | 2015 | —  | 32 | —  | 11 | —  | —  | Smoke + Mirrors   |
| „I'm So Sorry“                                                                          | 2015 | —  | 14 | —  | —  | —  | —  | Smoke + Mirrors   |
| „Whatever It Takes“                                                                     | 2017 | 92 | 5  | 76 | —  | 79 | 71 | Evolve            |
| „Walking The Wire“                                                                      | 2017 | —  | —  | —  | —  | —  | —  | Evolve            |
| "—" značí, že se nahrávka neumístila v hitparádách nebo v tomto území ani nebyla vydána |      |    |    |    |    |    |    |                   |

## Další umístěné písně
| Název                                                                                   | Rok  | Umístění v hitparádách | Umístění v hitparádách | Umístění v hitparádách | Umístění v hitparádách | Umístění v hitparádách | Album                                      |
| Název                                                                                   | Rok  | US                     | US Rock                | CAN                    | NZ                     | UK                     | Album                                      |
| --------------------------------------------------------------------------------------- | ---- | ---------------------- | ---------------------- | ---------------------- | ---------------------- | ---------------------- | ------------------------------------------ |
| „Tiptoe“                                                                                | 2012 | —                      | 34                     | —                      | —                      | 182                    | Night Visions                              |
| „Bleeding Out“                                                                          | 2012 | —                      | 30                     | —                      | 35                     | 161                    | Night Visions                              |
| „Who We Are“                                                                            | 2013 | —                      | 22                     | 89                     | —                      | 194                    | The Hunger Games: Catching Fire soundtrack |
| „Polaroid"                                                                              | 2015 | —                      | 22                     | —                      | —                      | —                      | Smoke + Mirrors                            |
| „Dream"                                                                                 | 2015 | —                      | 25                     | —                      | —                      | —                      | Smoke + Mirrors                            |
| „It Comes Back to You"                                                                  | 2015 | —                      | 41                     | —                      | —                      | —                      | Smoke + Mirrors                            |
| „Friction"                                                                              | 2015 | —                      | 44                     | —                      | —                      | —                      | Smoke + Mirrors                            |
| „The Fall"                                                                              | 2015 | —                      | 47                     | —                      | —                      | —                      | Smoke + Mirrors                            |
| "—" značí, že se nahrávka neumístila v hitparádách nebo v tomto území ani nebyla vydána |      |                        |                        |                        |                        |                        |                                            |

## Singly mimo album
| „Lost Cause“                                                                    | 2012 | Frankenweenie: Domácí mazlíček            |
| „Ready Aim Fire“                                                                | 2013 | Iron Man 3                                |
| „Who We Are“                                                                    | 2013 | Hunger Games: Vražedná pomsta             |
| „30 Lives“                                                                      | 2013 | Songs for the Philippines                 |
| „Battle Cry“                                                                    | 2014 | Transformers: Zánik                       |
| „All For You“ *                                                                 | 2014 | Transformers: Zánik                       |
| „Warriors“                                                                      | 2015 | League of Legends 2014 World Championship |
| „Not Today“                                                                     | 2016 | Než jsem tě poznala                       |
| „Sucker For Pain“                                                               | 2016 | Sebevražedný oddíl: The Album             |
| „Levitate“                                                                      | 2016 | Pasažéři                                  |
| *Píseň „All For You“ nikdy oficiálně nevyšla, ačkoliv byla ve filmu ke slyšení. |      |                                           |

## Videoklipy
| Název                 | Rok  | Režisér                  |
| --------------------- | ---- | ------------------------ |
| „Uptight“             | 2009 | Luke Andrews             |
| „It's Time“           | 2012 | Anthony Leonardi         |
| „Radioactive“         | 2012 | Syndrome                 |
| „Demons“              | 2013 | Isaac Halasima           |
| „On Top of the World“ | 2013 | Corey Fox, Matt Eastin   |
| „I Bet My Life“       | 2014 | Jodeb                    |
| „Gold“                | 2015 | Isaac Halasima           |
| „Shots“               | 2015 | Robert Hales             |
| „Roots“               | 2015 | Matt Eastin              |
| „Sucker for Pain“     | 2016 |                          |
| „Believer“            | 2017 | Matt Eastin              |
| „Thunder“             | 2017 | Joseph Kahn              |
| „Whatever It Takes“   | 2017 | Matt Eastin, Aaron Hymes |
| „Next To Me“          | 2018 | Mark Pellington          |